# Liparetrus albosetosus
Liparetrus albosetosus är en skalbaggsart som beskrevs av Britton 1980. Liparetrus albosetosus ingår i släktet Liparetrus och familjen Melolonthidae. Inga underarter finns listade i Catalogue of Life.